# Персей (газета)
«Персей» (газета) — одна из старейших информационно-рекламных многотиражных региональных газет, издаваемых в Южном административном округе Москвы. Зарегистрирована в МРУ Роскомпечати № А-0816 от 2 февраля 1996 года. Информация издания ориентирована на представителей различных слоев населения, проживающих в районах Чертаново Северное, Чертаново Центральное и Чертаново Южное города Москвы.

## История
С начала 1996 до середины 1998 года газета выходила в свет еженедельно и продавалась в 27 местах Южного округа. В каждом номере публиковалась программа кабельного телевидения телекомпании «Персей», основанной в 1993 году ТОО «Персей-Сервис».
С середины 1998 года газета «Персей» по инициативе издателей начала выходить в свет ежемесячно отдельными тиражами для каждого из трёх районов Чертанова и бесплатно распространяться суммарным тиражом 107 тыс. экземпляров.
С 2009 года газета выходила в свет единым тиражом и бесплатно доставлялась жителям трех районов Чертанова (90 тыс. экз. ежемесячно).
До 2012 года, тесно сотрудничая с телекомпанией «Персей», газета постоянно публиковала её наиболее актуальные видеоматериалы. С 2013 года газета стала информационным спонсором культурно-просветительского проекта телекомпании «Персей» студии актерского мастерства «ПЕРСЕЙ-art».
С 2017 года газета стала выходить тиражом 60 тыс. экземпляров.

## Учредитель и издатель
Учредитель и издатель газеты «Персей» — ТОО (ООО) «Персей-Сервис».
Первоначально (с 1996 по 2013 год) в состав учредителей газеты входили научные работники, ветераны НПО «Персей», созданного в 1986 году на базе НИЦЭВТ (научно-исследовательского центра вычислительной техники), который находится в Чертанове.

## Социально-культурная деятельность
Газета «Персей» издается при активном участии жителей Чертанова. В ней отдается предпочтение социально значимой тематике, в том числе поддержке местных общественных инициатив и защите окружающей среды. Регулярно публикуются статьи, посвященные истории Чертанова, а также авторские произведения читателей. Часть газетной площади занята под размещение рекламы. С первых дней при редакции газеты работает Клуб юных корреспондентов, при участии которого с 2005 года издается газета в газете «Запятая».

## Издательская деятельность
На базе редакции газеты «Персей» по договору с Российской книжной палатой создано книжное издательство ООО «Персей-Сервис», которое, начиная с 2010 года, занимается выпуском книг на основе авторских произведений читателей газеты «Персей». Это стихи, рассказы, воспоминания, изданные различными тиражами, а также специализированные издания. Каждой книге присваивается уникальный номер ISBN, а также коды классификации УДК и ББК.
Часть книг поступает в продажу, в том числе в интернет-магазинах.

## Сотрудничество с другими изданиями
За время своего существования редакция газеты «Персей» постоянно сотрудничала с различными СМИ, в том числе с журналом Союза журналистов России «Журналистика и медиарынок». Здесь был опубликован ряд статей главного редактора газеты «Персей» Лидии Давыдовой. Процессу становления газеты «Персей» посвящалась статья "Созвездие «Персея» (№ 3/2003 г.), вопросам журналистской этики — «Сенсация с подлогом» (№ 8/2004 г.) и «Кто кого оштрафовал» (№ 11-12/2004 г.). Решению острых социальных проблем жителей Чертанова было посвящено журналистское расследование «Всегда ли нужно поступать по правилам», опубликованное в журнале «Журналистика и медиарынок» № 11/2007 г. — эта статья вошла в Энциклопедию жизни современной российской журналистики «Формула доверия», том I.

## Электронная версия
Электронная версия издания публикуется на сайтах:
- tvpersey.ru
- onlinegazeta.info в разделе «Региональные газеты»

## Награды
Газета «Персей» и её журналисты — многократные призёры и лауреаты профессиональных конкурсов «Люди для людей», учрежденного Центром «Социальное партнерство», и «Спасибо за жизнь» (конкурс Комитета общественных связей Правительства Москвы).
В 2001 году редакция газеты «Персей» стала лауреатом VI Артиады народов России в номинации «Спонсорство» (за спонсорскую информационную поддержку параартийских акций и деятельности Региональной общественной благотворительной организации инвалидов — ПараАртийский Центр «Иван да Марья»).
В 2003 году фотокорреспондент газеты «Персей» Алексей Горшков награждён дипломом лауреата VII Артиады народов России «за высокий профессионализм в фотоискусстве и освещение параартийских акций».
В 2004 году юный корреспондент газеты «Персей» Анна Федина стала победителем городского конкурса «Люди для людей» в номинации «Как наше слово отзовется» за резонансную публикацию о проблемах Битцевского леса «Кто в лесу хозяин?» («Персей — Чертаново Северное» № 1(175) за 2002 г.)
В 2011 году по представлению параартийского Центра «Иван да Марья» газета была награждена дипломом Национальной премии имени Елены Мухиной в номинации «СМИ года» за внимание к жизни и творчеству людей с ограниченными физическими возможностями.
В 2015 году главный редактор газеты Лидия Давыдова награждена дипломом победителя Всероссийского конкурса «Сто журналистов о 100 персонах» за освещение жизни и деятельности малоизвестных обществу выдающихся личностей современной России в период с 2005 по 2015 год.

## Интересные факты
Являясь региональной газетой, издание известно не только на территории Чертанова, но и за его пределами. К числу курьезов можно отнести кадры одного из выпусков сериала «Наша Раша» (серия № 88), на 21-й минуте которого пенсионер из Новосибирска Филипп Валентинович читает газету «Персей» № 8 (278) за 2010 год.
В 2001 году на базе газеты «Персей» было создано районное информационное агентство, проводившее сбор и актуализацию информации по нескольким районам Южного административного округа Москвы, необходимой для разработки городской системы социально ориентированных информационных ресурсов и услуг (проект «Инфоград», один из стартовых проектов городской целевой программы «Электронная Москва»).